# Visegrad 4 Bicycle Race Grand Prix Hungary
Visegrad 4 Bicycle Race Grand Prix Hungary – kolarski wyścig jednodniowy rozgrywany corocznie od 2014 na Węgrzech. Od początku istnienia znajduje się w kalendarzu UCI Europe Tour z kategorią 1.2. Wspólnie z wyścigami o Grand Prix Czech, Polski i Słowacji tworzy cykl Visegrad 4 Bicycle Race.

## Zwycięzcy
Opracowano na podstawie:
| Rok  | Pierwsze        | Drugie              | Trzecie            |          |
| ---- | --------------- | ------------------- | ------------------ | -------- |
| 2014 | Paweł Bernas    | Kamil Zieliński     | Marek Čanecký      |          |
| 2015 | Alois Kaňkovský | Przemyslaw Sobieraj | Błażej Janiaczyk   |          |
| 2016 | Marek Čanecký   | Dariusz Batek       | Ołeksandr Poływoda |          |
| 2017 | Kamil Zieliński | Josef Černý         | Adam Stachowiak    |          |
| 2018 | František Sisr  | Patryk Stosz        | Rok Korošec        |          |
| 2019 | Paweł Franczak  | Kristjan Hočevar    | Žiga Ručigaj       |          |
| 2020 | odwołany        | odwołany            | odwołany           | odwołany |
| 2021 | Michal Schlegel | Viktor Potočki      | Viktor Filutás     |          |
| 2022 | Adam Ťoupalík   | Thomas Pesenti      | Barnabás Peák      |          |
| 2023 | Adam Ťoupalík   | Maciej Paterski     | Szymon Tracz       |          |
| 2024 | Tilen Finkšt    | Martin Voltr        | Gabriele Casalini  |          |